# Ponto pedal

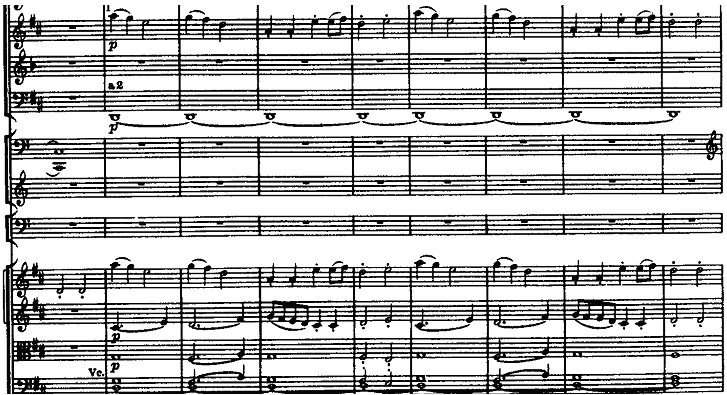
organ point

Na música tonal, um ponto pedal ou nota pedal (português de Portugal)(também chamado tom pedal, ponto de órgão ou simplesmente pedal)  é um tom ou nota (português de Portugal) sustentado, tipicamente no baixo, durante o qual pelo menos uma harmonia dissonante é soada em outras vozes. Normalmente os pontos pedal encontram-se no  final das fugas e outras composições polifônicas. Os pontos pedal normalmente estão nas tonalidades  tônica ou dominante. O tom pedal é considerado uma acorde harmônico, na harmonia original, um acorde não harmônico, durante a intervenção das harmonias dissonantes e, novamente, um acorde harmônico, quando a harmonia se resolve. Um ponto pedal dissonante pode contrariar todas as harmonias presentes durante a sua duração, sendo quase como uma tríade do que um acorde não harmônico ou os pontos pedal podem servir como  uma nota central, atonal.
O termo se origina do órgão devido à sua habilidade de sustentar indefinidamente uma nota e a tendência dessas notas sustentadas serem executada na parte do instrumento com pedal.
Um pedal duplo são dois tons pedal executados simultaneamente.
Um pedal invertido' é um pedal que não está no baixo (e com frequência está na parte mais alta). Mozart incluiu diversos pedais invertidos em suas obras, particularmente nas partes de solo dos seus concertos
Um pedal interno é semelhante a um pedal invertido, só que se encontra no registro intermediário entre as vozes do baixo e superiores.
Os pontos pedal são algo problemático para o cravo e  o piano que possuem capacidade de sustentação limitada. Frequentemente a nota pedal é simplesmente repetida e a  intervalos determinados. Um tom pedal também pode ser executado com um trinado. Tal recurso é particularmente comum com pedais invertidos.
Um bordão é um ponto pedal mais longo, difere do ponto pedal em grau e qualidade. Diferente de um bordão, um ponto pedal pode ser um acorde não harmônico e, portanto, necessitando ser  resolvido ou um ponto pedal pode ser um bordão mais curto
Exemplos de melodias de Jazz que possuem o ponto pedal são:
- Introdução de "Satin Doll", de Duke Ellington;
- "Skidoo", de Bill Evans;
- "Agitation", de Miles Davis;
- "Dolphin Dance", de Herbie Hancock;
- "Lakes", de Pat Metheny; e
- "Naima", de John Coltrane

Canções pop que usam ponto pedal incluem:
- "Fly like an Eagle", Steve Miller Band;
- "Superstition", de Stevie Wonder; e
- "Crazy", de Seal